# Karotegin (provins)
Karotegin-provinsen ligger i Rashtdalen i den vestlige del af Tadsjikistan og omfatter blandt andet hovedstaden Dushanbe, som også er provinsens forvaltningssæde. Af samme grund er provinsens officielle betegnelse Region underlagt Republikken (tadsjikisk: Ноҳияҳои тобеи ҷумҳурӣ, Nohijahoi tobei çumhurī; russisk: Районы республиканского подчинения, Rajony respublikanskogo podtjinenija).

## Inddeling
Provinsen består af kommunerne (distrikterne): 

### Vestlige Karotegin
- Tursunzoda kommune (tidligere Regar distrikt)
- Shahrinaw kommune (tidligere Qaratogh distrikt)
- Hisor kommune
- Rudaki kommune (tidligere Leninskiy distrikt)
- Varzob kommune

### Dushanbe By
- Dushanbe

### Østlige Karotegin
- Vahdat kommune (tidligere Kofarnihon distrikt)
- Faizobod kommune
- Roghun kommune (tidligere Obigarm distrikt)
- Nurobod kommune (tidligere Darband distrikt)
- Rasht kommune (tidligere Gharm distrikt)
- Sangvor kommune (tidligere Tavildara distrikt)
- Tojikobod kommune (tidligere Qalai-Labiob distrikt)
- Lakhsh kommune (tidligere Jirgatol distrikt)

39°0′N 70°0′Ø / 39.000°N 70.000°Ø